# Une odyssée du Grand Nord
Une odyssée du Grand Nord (titre original : An Odyssey of the North) est une nouvelle américaine de Jack London publiée aux États-Unis en 1900.

## Historique
La nouvelle est publiée initialement dans le mensuel The Atlantic de janvier 1900, avant d'être reprise dans le recueil The Son of the Wolf en avril 1900.

## Résumé
Pour retrouver Unga, sa femme enlevée par un scandinave, Naass va entreprendre une vraie odyssée qui va le mener jusqu'au Japon et en Sibérie. Les retrouvailles se feront à Dawson au Yukon, mais après ces longues années, tout a changé...

## Éditions

### Éditions en anglais
- An Odyssey of the North, dans The Atlantic, janvier 1900.
- An Odyssey of the North, dans le recueil The Son of the Wolf, Boston, Houghton Mifflin Company, avril 1900.

### Traductions en français
- Une Odyssée au Klondike traduit par M. S. Joubert in La Nouvelle Revue, Paris, périodique, 15 janvier 1909.
- Unga traduit par Georges Berton in Le Fils du loup , recueil, Gallimard, 1978.
- Une odyssée du Grand Nord, traduit par François Specq, Gallimard, 2016[1].

## Sources
- « Bibliographie de Jack London », sur jack-london.fr (consulté le 2 juin 2024)